# (34792) 2001 SE10
2001 SE10 (asteroide 34792) é um asteroide da cintura principal. Possui uma excentricidade de 0.12186670 e uma inclinação de 5.84576º.
Este asteroide foi descoberto no dia 20 de setembro de 2001 por William Kwong Yu Yeung em Desert Eagle.